# Rugby 7 na Igrzyskach Europejskich 2023
Rugby 7 na Igrzyskach Europejskich 2023 – zawody w rugby 7, które odbyły się w Krakowie podczas Igrzysk Europejskich 2023. Był to debiut zawodów rugby siedmioosobowego na igrzyskach europejskich. W rozegranych w dniach 25–27 czerwca 2023 roku zawodach wzięło udział po dwanaście zespołów.
Rugby siedmioosobowe w programie tych zawodów pojawiło się po raz pierwszy. Do udziału dopuszczone mogły być jedynie reprezentacje, których związki rugby są członkami Rugby Europe i World Rugby, nie mające dotychczas zapewnionego awansu na LIO 2024. Zawody zostały zaplanowane do rozegrania w dwunastozespołowej obsadzie, a podstawą do ich kwalifikacji były wyniki osiągnięte w ME 2022. Drużyny – rozstawione według wyników osiągniętych w pierwszych turniejach ME 2023 – rywalizowały w pierwszej fazie systemem kołowym podzielone na trzy czterozespołowe grupy, po czym osiem najlepszych awansowało do ćwierćfinałów, a pozostałe cztery zmierzyły się w walce o Bowl. Stawką zawodów był dodatkowo bezpośredni awans do turnieju rugby 7 na Letnich Igrzyskach Olimpijskich 2024 dla triumfatora, zaś dla pozostałych medalistów prawo udziału w światowym turnieju kwalifikacyjnym. Sędziowie zawodów.
Najlepsi w zawodach okazały się Irlandczycy i Brytyjki zyskując bezpośredni awans na igrzyska, pozostałe medale otrzymali Brytyjczycy i Hiszpanie oraz Polki i Czeszki, którzy tym samym awansowali do turnieju barażowego.

## Uczestnicy
| Mężczyżni | Mężczyżni       |           | Kobiety         | Kobiety |
| --------- | --------------- | --------- | --------------- | ------- |
| Belgia    | Niemcy          | Belgia    | Portugalia      |         |
| Czechy    | Polska          | Czechy    | Rumunia         |         |
| Gruzja    | Portugalia      | Hiszpania | Szwecja         |         |
| Hiszpania | Rumunia         | Irlandia  | Turcja          |         |
| Irlandia  | Wielka Brytania | Niemcy    | Wielka Brytania |         |
| Litwa     | Włochy          | Polska    | Włochy          |         |

## Podsumowanie

### Klasyfikacja medalowa
| Klasyfikacja medalowa | Klasyfikacja medalowa | Klasyfikacja medalowa | Klasyfikacja medalowa | Klasyfikacja medalowa | Klasyfikacja medalowa |
| Miejsce               | Reprezentacja         | Złoto                 | Srebro                | Brąz                  | Razem                 |
| --------------------- | --------------------- | --------------------- | --------------------- | --------------------- | --------------------- |
| 1                     | Wielka Brytania       | 1                     | 1                     | 0                     | 2                     |
| 2                     | Irlandia              | 1                     | 0                     | 0                     | 1                     |
| 3                     | Polska                | 0                     | 1                     | 0                     | 1                     |
| 4                     | Czechy                | 0                     | 0                     | 1                     | 1                     |
| =                     | Hiszpania             | 0                     | 0                     | 1                     | 1                     |
| Razem                 | Razem                 | 2                     | 2                     | 2                     | 6                     |

### Medaliści
| Konkurencja | 1. miejsce      | 2. miejsce      | 3. miejsce |
| ----------- | --------------- | --------------- | ---------- |
| Mężczyźni   | Irlandia        | Wielka Brytania | Hiszpania  |
| Kobiety     | Wielka Brytania | Polska          | Czechy     |

## Zawody

### Turniej mężczyzn
|  |                 |                 |                 |                   |    |          |          |       |
|  | Półfinały       | Półfinały       | Półfinały       |                   |    | Finał    | Finał    | Finał |
|  | Półfinały       | Półfinały       | Półfinały       |                   |    | Finał    | Finał    | Finał |
|  | 27 czerwca 2023 |                 |                 |                   |    |          |          |       |
|  |                 |                 |                 |                   |    |          |          |       |
|  | Irlandia        | Irlandia        | 24              |                   |    |          |          |       |
|  | Irlandia        | Irlandia        | 24              | 27 czerwca 2023   |    |          |          |       |
|  | Portugalia      | Portugalia      | 0               |                   |    |          |          |       |
|  | Portugalia      | Portugalia      | 0               |                   |    | Irlandia | Irlandia | 26    |
|  | 27 czerwca 2023 |                 |                 |                   |    | Irlandia | Irlandia | 26    |
|  |                 |                 | Wielka Brytania | Wielka Brytania   | 12 |          |          |       |
|  | Hiszpania       | Hiszpania       | Wielka Brytania | Wielka Brytania   | 12 | 7        |          |       |
|  | Hiszpania       | Hiszpania       |                 |                   |    |          |          |       |
|  | Wielka Brytania | Wielka Brytania | 19              |                   |    |          |          |       |
|  | Wielka Brytania | Wielka Brytania | 19              | Mecz o 3. miejsce |    |          |          |       |
|  |                 |                 |                 |                   |    |          |          |       |
|  | 27 czerwca 2023 |                 |                 |                   |    |          |          |       |
|  |                 |                 |                 |                   |    |          |          |       |
|  | Portugalia      | Portugalia      | 0               |                   |    |          |          |       |
|  | Portugalia      | Portugalia      | 0               |                   |    |          |          |       |
|  | Hiszpania       | Hiszpania       | 42              |                   |    |          |          |       |
|  | Hiszpania       | Hiszpania       | 42              |                   |    |          |          |       |

### Turniej kobiet
|  |                 |                 |           |                   |   |                 |                 |       |
|  | Półfinały       | Półfinały       | Półfinały |                   |   | Finał           | Finał           | Finał |
|  | Półfinały       | Półfinały       | Półfinały |                   |   | Finał           | Finał           | Finał |
|  | 27 czerwca 2023 |                 |           |                   |   |                 |                 |       |
|  |                 |                 |           |                   |   |                 |                 |       |
|  | Wielka Brytania | Wielka Brytania | 36        |                   |   |                 |                 |       |
|  | Wielka Brytania | Wielka Brytania | 36        | 27 czerwca 2023   |   |                 |                 |       |
|  | Belgia          | Belgia          | 12        |                   |   |                 |                 |       |
|  | Belgia          | Belgia          | 12        |                   |   | Wielka Brytania | Wielka Brytania | 33    |
|  | 27 czerwca 2023 |                 |           |                   |   | Wielka Brytania | Wielka Brytania | 33    |
|  |                 |                 | Polska    | Polska            | 0 |                 |                 |       |
|  | Polska          | Polska          | Polska    | Polska            | 0 | 29              |                 |       |
|  | Polska          | Polska          |           |                   |   |                 |                 |       |
|  | Czechy          | Czechy          | 7         |                   |   |                 |                 |       |
|  | Czechy          | Czechy          | 7         | Mecz o 3. miejsce |   |                 |                 |       |
|  |                 |                 |           |                   |   |                 |                 |       |
|  | 27 czerwca 2023 |                 |           |                   |   |                 |                 |       |
|  |                 |                 |           |                   |   |                 |                 |       |
|  | Belgia          | Belgia          | 17        |                   |   |                 |                 |       |
|  | Belgia          | Belgia          | 17        |                   |   |                 |                 |       |
|  | Czechy          | Czechy          | 24        |                   |   |                 |                 |       |
|  | Czechy          | Czechy          | 24        |                   |   |                 |                 |       |